# Драманд (острво)
Драманд (острво) (енгл. Drummond Island) је острво САД које припада савезној држави Michigan. Површина острва износи 324 km². Према попису из 2000. на острву је живело 1058 становника.